# Campus Symposium

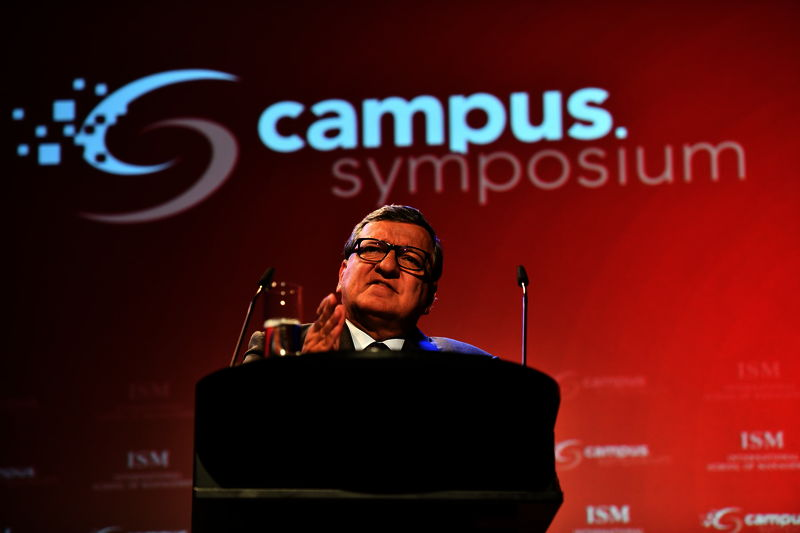
José Manuel Barroso referiert über das Thema Zusammenhalt in Europa auf dem Campus Symposium 2018.

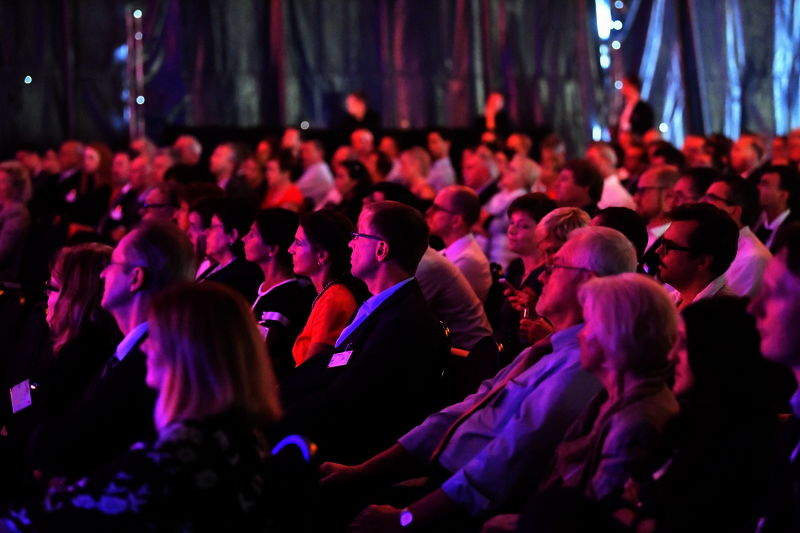
Das Publikum hört einen Vortrag im großen Vortragszelt des Campus Symposium 2018.

Das Campus Symposium war eine internationale Wirtschaftskonferenz, die seit 2005 auf dem Gelände der ehemaligen Bernhard-Hülsmann-Kaserne in Iserlohn stattfand und von Studenten aus der Region organisiert wurde. Bis 2014 fand die zweitägige Veranstaltung auf dem Gelände der Business and Information Technology School (Bits) in Iserlohn statt.
Im Dezember 2022 wurde bekannt, dass es trotz allen Erfolges – zuletzt 2021 – (vorerst) kein Campus Symposium mehr geben wird. Die Campus Symposium Gesellschaft wird aufgelöst. Als Gründe werden die aktuellen wirtschaftlichen und gesellschaftlichen Entwicklungen in Form von Krieg, Energiekrise und Inflation genannt. Vorausgegangen war zudem ein Eigentümerwechsel samt Umbenennung der Bits in University of Europe for Applied Sciences, Campus Iserlohn.

## Konzept
Das Campus Symposium wurde von Studenten der Region organisiert und fand alle zwei Jahre im September statt. Das Organisationsteam bestand aus Studenten unterschiedlicher regionaler Institutionen. Dazu gehörten im Jahr 2016 die ISM – International School of Management (Dortmund) als offizieller Hochschulpartner, die Fachhochschule Südwestfalen (Iserlohn), die BiTS – Business and Information Technology School (Iserlohn) und die FernUniversität (Hagen). Seit 2018 ist die ISM – International School of Management (Dortmund) der offizielle Hochschulpartner.
Bis 2010 fand die Veranstaltung jährlich statt, danach gingen die Organisatoren in einen zweijährigen Rhythmus über. Das Programm der Wirtschaftskonferenz erstreckt sich über zwei Tage und erstreckt sich von Vorträgen über Workshops und Podiumsdiskussionen bis hin zu einem umfangreichen Rahmenprogramm inklusive eines Gala-Abends.
Im Fokus des Campus Symposiums steht dabei das Ziel, Wissen zu generieren und eine Networking Plattform zu schaffen, auf der renommierte Referenten und Unternehmer zusammenkommen. So trägt das studentische Team dazu bei, den Wirtschaftsstandort Südwestfalen mit seinen zahlreichen Hidden Champions und Weltmarktführern noch bekannter zu machen und Unternehmer branchenübergreifend zusammenzubringen.
Das Campus Symposium finanziert sich einerseits aus Sponsorengeldern und andererseits aus dem Verkauf von Eintrittskarten und ist daher nicht öffentlich zugänglich. An jedem Veranstaltungstag verfolgen rund 800 Gäste die Vorträge in der Zeltstadt.

## Geschichte
Unter dem Motto „Wissen austauschen – Innovationen schaffen“ fand das erste Campus Symposium am 29. und 30. Mai 2005 noch vor einigen hundert Gästen im Audimax der Hochschule statt. Hauptredner war der ehemalige Bundespräsident Richard von Weizsäcker, der über die Herausforderungen und Chancen für Deutschland in einem vereinigten Europa sprach. Organisiert wurde das Symposium vom Institut für Eventmanagement, das kurz zuvor als An-Institut an der BiTS gegründet worden war. Weitere Redner waren der frühere Vorsitzende der CDU/CSU-Bundestagsfraktion Friedrich Merz und Felix Tenkmann von der NRW.Bank. Workshops unter der Leitung von BiTS-Dozenten und eine Podiumsdiskussion komplettierten das Programm.
Aufgrund der positiven Resonanz des vergangenen Jahres fand das Campus Symposium 2006 erstmals in größerem Rahmen statt. Wegen steigender Nachfrage zog das Symposium aus dem Audimax der BiTS in eine 4000 m² große Zeltstadt auf dem Parkplatz der Hochschule. Das Thema lautete „Future Needs Competence“ und wurde später zum Motto des Campus Symposiums. Als Hauptreferenten gewann das Organisationsteam den ehemaligen US-Präsidenten Bill Clinton, wodurch das Symposium deutschlandweit Schlagzeilen machte. Außerdem sprachen unter anderem der damalige NATO-Oberbefehlshaber für Europa, General James L. Jones, der damalige CEO von O₂ Deutschland, Rudolf Gröger, der letzte Gouverneur von Hongkong und damalige Kanzler der University of Oxford, Chris Patten, sowie Audi-Vorstandsmitglied Ralph Weyler.
2007 ging die Wirtschaftskonferenz der Frage nach, welche Faktoren für den „Unternehmenserfolg im 21. Jahrhundert“ entscheidend sind. Es sprach unter anderem der frühere UN-Generalsekretär und Friedensnobelpreisträger Kofi Annan, der über das Thema „Political Leadership“ referierte. Darüber hinaus gehörten zu den Referenten der CEO von BP Deutschland, Uwe Franke, Mercedes-Chef Jürgen Hubbert, der Geschäftsführer der WAZ-Mediengruppe, Bodo Hombach, Unternehmer und Jurist Helmut Rödl, der Vorstandsvorsitzende der KarstadtQuelle Versicherungen, Peter M. Endres, sowie der spätere Vorstandsvorsitzende der Deutschen Bank, Jürgen Fitschen.
Der Themenschwerpunkt wurde 2008 auf innovatives Unternehmertum gelegt und so lautete der Slogan „Innovationen als Zukunftskonzept“. Über 1.000 Gäste, 250 freiwillige Helfer und rund 150 Journalisten nahmen in der Zeltstadt auf dem Campus teil. Erstmals gestalteten gleich drei Hauptredner das zweitägige Programm: Altbundeskanzler Gerhard Schröder, der vormalige Ministerpräsident von Bayern Edmund Stoiber sowie der ehemalige polnische Staatspräsident und Friedensnobelpreisträger Lech Wałęsa. Weitere Referenten waren unter anderem Margret Suckale, die damals Personalvorstand der Deutschen Bahn war, sowie weitere Vorstandsmitglieder deutscher Unternehmen. 2008 wurde das Symposium erstmals von Studenten moderiert, um den Charakter der komplett von Studenten organisierten Veranstaltung zu unterstreichen.
Im Mittelpunkt des Campus Symposiums 2009 stand die zukunftsorientierte Verknüpfung von ökonomischem und ökologischem Handeln. Als Hauptreferent trat der ehemalige britische Premierminister Tony Blair auf. Neben ihm sprachen der Vorstandsvorsitzende von RWE Innogy, Fritz Vahrenholt, Umweltforscher Ernst Ulrich von Weizsäcker, Bundesumweltminister Sigmar Gabriel, der Geschäftsführer von IBM Deutschland, Martin Jetter, Astronaut Ulrich Walter, Diplom-Meteorologe Sven Plöger und der CEO von T-Systems, Reinhard Clemens.

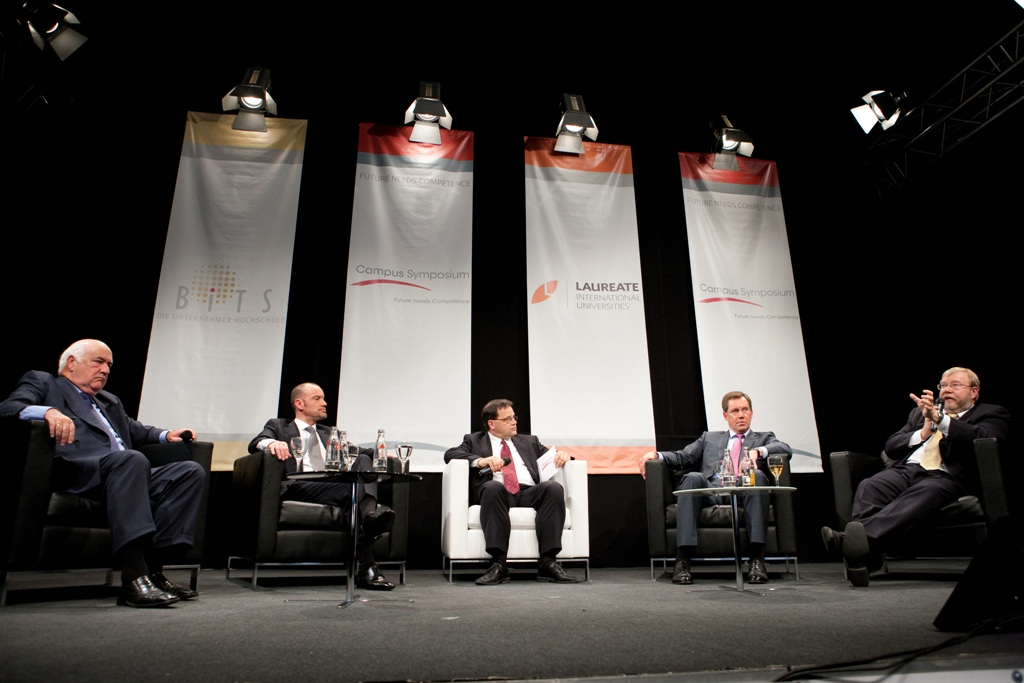
Podiumsdiskussion 2010

Der Veranstaltungs-Titel „Nachhaltigkeit – Gesellschaftliche Realität oder grüne Fiktion?“ baute ein Jahr (2010) später auf der Thematik von 2009 auf, entwickelte sich aber gleichzeitig unter den Aspekten des wirtschaftlich nachhaltigen Handelns und sozialer Verantwortung weiter. Die Hauptrede hielt der ehemalige US-Vizepräsident und Friedensnobelpreisträger Al Gore. Darüber hinaus gehörten unter anderem die Ehrenvorsitzende des BUND, Angelika Zahrnt, und der Gründer der Sixt-Autovermietung, Erich Sixt, zu den Referenten.
Nach einem Jahr Pause fand am 13. und 14. September 2012 das siebte Campus Symposium, diesmal unter dem Motto „Kommunikation – Der Schlüssel zum Erfolg“ statt. Dabei sind erstmals beide Hauptreferenten, der ehemalige israelische Premierminister Ehud Olmert und die ehemalige Außenministerin der USA, Condoleezza Rice, gemeinsam aufgetreten. Zu den weiteren Referenten gehörten Sänger und Songwriter Peter Maffay, der ehemalige Leiter des Governatorats der Vatikanstadt, Giovanni Kardinal Lajolo, Bundeswehr-General Carsten Jacobson, Zukunftsforscher Pero Mićić sowie Werbe-Fachmann Frank Dopheide.
2014 hatte sich das studentische Organisationsteam für das Thema „Wandel – Zukunftsangst oder neue Perspektive?!“ entschieden. Zu den Unterthemen Megatrends, politische Rahmenbedingungen, Unternehmenskultur, Internationale Beziehungen und Kultur der Gesellschaft referierten u. a. Bob Geldof, Dr. Mohamed El Baradei, Bundespräsident a. D. Dr. Roman Herzog, Anja Förster, Franz Müntefering und Jewgenij Schmagin. In den Podiumsdiskussionen zur Energiewende, Unternehmenskultur, Europa und Fußball diskutierten unter anderem Bärbel Höhn, Barbara Steffens, Armin Laschet, Alojz Peterle, Marina Weisband, Toni Schumacher und Reiner Calmund.
Im Jahr 2016 fand das Campus Symposium zum ersten Mal auf neuem Gelände statt. Veranstaltungsort ist seitdem das Gelände der ehemaligen Bernhard-Hülsmann-Kaserne in Iserlohn. Am 8. und 9. September 2016 fand das Campus Symposium unter dem Thema „Werte – System und soziale Marktwirtschaft im Umbruch?“ zum 9. Mal statt. Zu den Themenschwerpunkten Unternehmenswerte, Digitalisierung, Soziale Marktwirtschaft vs. Kapitalismus und Globale Allianzen referierten unter anderem S.E. Hamid Karzai, Dr. Gregor Gysi, Wolfgang Kubicki, DFB-Präsident Reinhard Grindel, der Vorsitzende des Zentralrats der Muslime in Deutschland Aiman Mazyek, die Bestsellerautoren Marc Friedrich und Matthias Weik, der ehemalige Google-Chef von Deutschland, Österreich und der Schweiz Lars Lehne und Vatikanexperte Andreas Englisch. Über die Zukunft Europas diskutierten Bronislaw Maria Komorowski, Boris Tadić, Elmar Brok und Dr. Hans-Gert Pöttering.
2018 stand das Campus Symposium unter dem Motto „Digitize or die?!- Herausforderungen für Politik, Wirtschaft und Gesellschaft“. Bedeutende Persönlichkeiten und hochinteressante Gäste wie die Staatsministerin für Digitalisierung Dorothee Bär, der ehemalige Präsident der Europäischen Kommission José Manuel Barroso und der Minister für Wirtschaft, Innovation, Digitalisierung und Energie des Landes Nordrhein-Westfalen Andreas Pinkwart kamen in der Zeltstadt, um über die Veränderungen durch Digitalisierung in Politik, Wirtschaft und Gesellschaft zu referieren. Dabei standen insbesondere auch die Auswirkungen auf die mittelständische Wirtschaft im Vordergrund sowie die Auswirkungen der Digitalisierung auf unsere Lebens- und Arbeitswelt. Weitere Referenten waren unter anderem Managing Director der Deutsche Bahn Digital Ventures GmbH Manuel Gerres, der Geschäftsführer der Telekom Deutschland GmbH Hagen Rickmann und der Botschafter der Republik Estland Mart Laanemäe.

## Charlie Award
Im Rahmen des Campus Symposiums 2012 zeichnete eine studentische Jury zum ersten Mal Vorbilder für die junge Generation mit dem Charlie Award aus. Dieser besondere Preis ehrte Vorbilder der jungen Generation. Unter dem Leitmotiv „Ein Tuch voll Wissen“ wurden Persönlichkeiten und Projekte ausgezeichnet, die Gutes erreichten, trotz aller Widersprüche ihre Ziele verfolgten und ihre Werte vertraten.
Die ersten Preisträger waren 2012 Niki Lauda in der Kategorie Sport, Eva Luise Köhler in der Kategorie Gesellschaft und Borussia Dortmund, vertreten durch Mannschaftskapitän Sebastian Kehl, in der Kategorie Unternehmen. Den Sonderpreis erhielt der ehemalige Ministerpräsident Nordrhein-Westfalens Jürgen Rüttgers für seinen Einsatz für die deutsch-israelische Freundschaft.
2013 wurde der Charlie Award außerhalb des zweijährigen Rhythmus des Campus Symposiums verliehen. Die Auszeichnung erhielt in diesem Jahr Uwe Seeler für seine Charakterstärke und sein soziales Engagement, Leslie Mandoki für seinen Lebensmut, der ehemalige israelische Botschafter Avi Primor bekam den Charlie Award für seine Unterstützung zur deutsch-israelischen Freundschaft und Julia Neigel erhielt den Preis für ihren Kampf gegen Rassismus. Farah Pahlavi, die den Award bei der eigentlichen Preisverleihung aus gesundheitlichen Gründen nicht entgegennehmen konnte, bekam den Charlie Award im März 2014 nachträglich für ihre außerordentliche Hingabe gegenüber ihrem Heimatland und ihrem Engagement besonders für Kinder und Jugendliche durch die studentische Jury überreicht.
2014 fand der Charlie Award wieder im Rahmen des Campus Symposiums in der Zeltstadt am Seilersee statt. Preisträgerin Nazan Eckes erhielt den Award in der Kategorie Soziales Engagement und Medien. Die Paralympics Siegerin Anna Schaffelhuber bekam den Preis in der Kategorie Sport überreicht, der Regisseur Sönke Wortmann in der Kategorie Film und Medien sowie Gudrun Bauer in der Kategorie soziales Engagement. Priorin Schwester Raphaela Händler O.S.B. erhielt den Charlie Award für ihr Lebenswerk. Zum ersten Mal konnten 2014 auch die Leser der Westfalenpost für ihren Favoriten in der Kategorie Initiative in Südwestfalen online abstimmen. Gewonnen hat der Verein Building One World aus Hallenberg. Die beiden zweiten Plätze belegten das Projekt Laienreanimation und die AG „Es TUT sich WAS“.
Im Jahr 2016 wurden im Rahmen des Campus Symposiums Neven Subotic für sein Engagement in der Neven Subotic Stiftung, Marc Peine und Christian Vosseler für ihre Arbeit im Kinderlachen e. V. und Komponist und Musiker Detlev Jöcker ausgezeichnet. Auch in diesem Jahr wurden von Lesern der Westfalenpost regionale Projekte vorgeschlagen. Als Helden aus der Region wurden Lutz Malaschöwski, der Flaschenkinder e. V. und der Afghanische Kinderhilfe in Deutschland e. V. mit dem Charlie Award ausgezeichnet.
Im Jahr 2018 wurde der Charlie Award in der Kategorie „Digitalisierung“ an Coding Kids und in der Kategorie „Überregional“ an Terre des hommes verliehen. Coding Kids ist ein Magazin, dass Kindern das Befassen mit neuer Technologie ermöglichen möchte. Terre de Hommes ist ein Kinderhilfswerk, das sich in der Kinder- und Entwicklungszusammenarbeit engagiert.
Für die studentische Jury konnten sich Studenten aus ganz Deutschland bewerben. Sie setzte sich seit 2014 alle zwei Jahre neu zusammen.

## Auszeichnungen
Für die effiziente Weitergabe des Wissens um die Veranstaltung gewannen die Organisatoren des Campus Symposiums im Jahr 2009 den Wissenspreis des Marketing Club Südwestfalen.
Anfang 2011 gewann das Campus Symposium den Sonderpreis des INA (Internationaler Nachwuchs Event Award), welcher für besondere Projekte vergeben wird.
Claudia Wendel, BiTS-Alumni und Projektleiterin des Campus Symposiums 2010, wurde für ihre Arbeit vom Blach Report zur Eventmanagerin des Jahres 2011 gewählt.